# Skæg med tal
Skæg med tal er en tv-serie på DR med Hr. Skæg som hovedperson fra 2008. Det er den første serie med karakteren Hr. Skæg.
Serien handler om at Hr. Skæg skal lære børn at tælle til 10.